# 灯笼细辛
灯笼细辛（学名：Asarum inflatum）是马兜铃科细辛属的植物，是中国的特有植物。分布在中国大陆的四川等地，生长于海拔1,000米至1,400米的地区，多生于山沟岩隙阴湿地，目前尚未由人工引种栽培。

## 异名
- Asarum inflatum C. Y. Cheng et C. S. Yang var. nobilissimum (Z. L. Yang) ?